# Rákóczifalva
Rákóczifalva – miejscowość w środkowych Węgrzech, położona w komitacie Jász-Nagykun-Szolnok na terenie powiatu Szolnok. 1 stycznia 2011 liczyła 5336 mieszkańców.